# 정욱준
정욱준(1968년 ~)은 대한민국의 패션 디자이너다.

## 수상
- 2013년 스타일아이콘어워즈 스타일 스페셜리스트상
- 2010년 대한민국 콘텐츠 어워드 문화체육관광부장관상
- 2010년 제10회 서울패션위크 헌정디자이너 10인

## 경력
- 2009.06 Speedo By JUUN.J
- 2008.06 Reebok par JUUN.J
- 2007.06 Paris Men's Collection 참가

## 방송
- I-1 (2006)

## 광고
- 모토로라 (2009)